# Omri Scharon

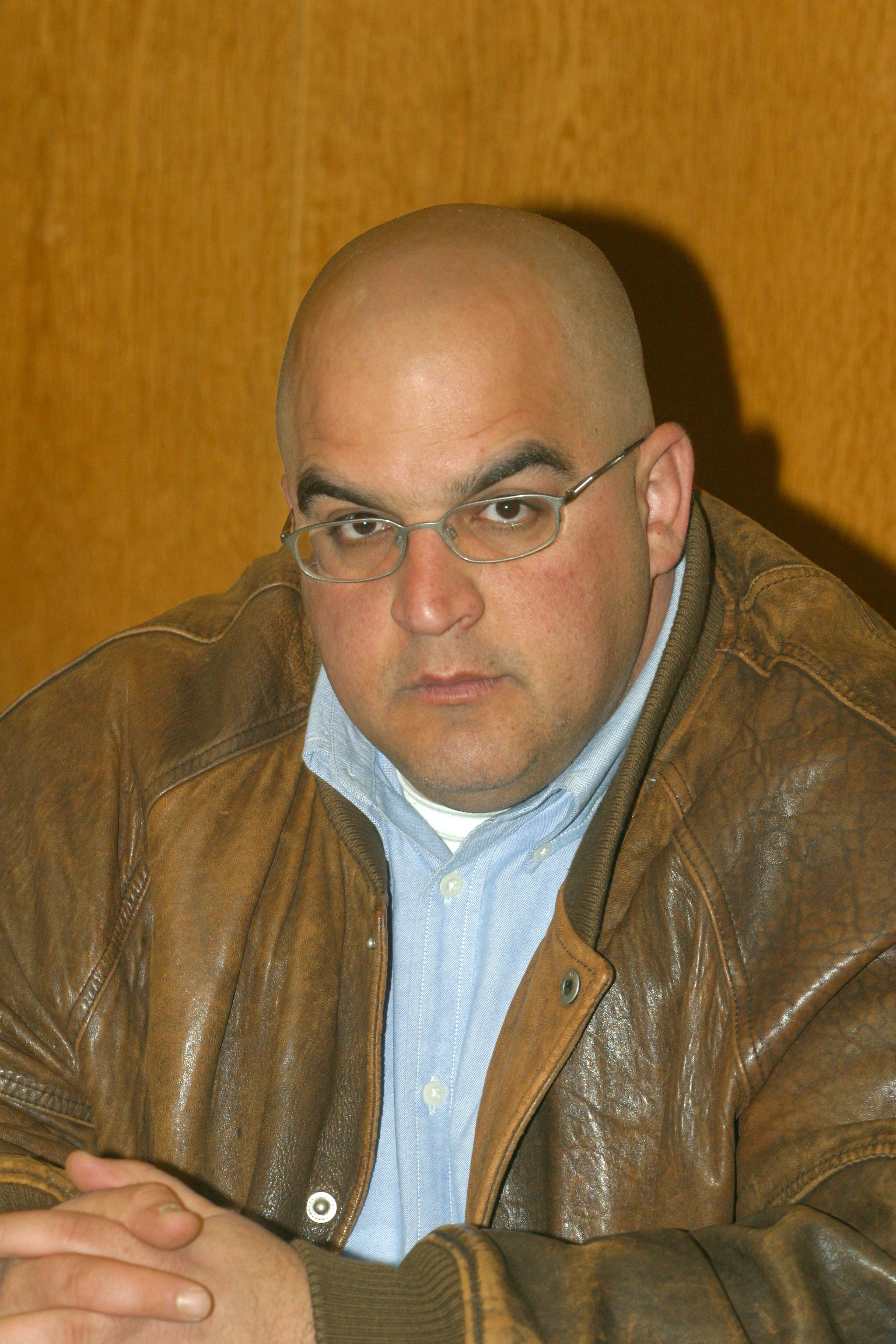
Omri Scharon

Omri Scharon hebräisch עמרי שרון; (* 19. August 1964) ist israelischer Landwirt und Sohn des ehemaligen israelischen Ministerpräsidenten Ariel Scharon. Von 2003 bis 2006 war er Abgeordneter der Likud-Partei in der Knesset. 
Größere Bekanntheit erlangte er durch einen Spendenskandal, bei dem er angeblich Gelder über mehrere Briefkastenfirmen transferiert haben soll, mit denen er 1999 u. a. den Wahlkampf seines Vaters finanziert worden sein soll.
Omri Scharon bewirtschaftet zusammen mit seinem Bruder Gilad die Farm ihres Vaters.